# Harold Norse
Harold Norse (født 6. juli 1916 i New York, død 8. juni 2009) var en amerikansk forfatter, hvis værker er skrevet i dagligdags sprog og billeder. Norse har udgivet mange bøger og figurerer i mange antologier. Han forbindes ofte med beatgenerationen.
Norse kom med i kredsen omkring W. H. Auden i en alder af 22 men følte sig snart mere knyttet til William Carlos Williams. Han skrev den eksperimenterende cut-up-roman Beat Hotel, mens han boede i Paris sammen med William S. Burroughs, Gregory Corso og Allen Ginsberg.
Memoirs of a Bastard Angel beskriver Norses liv og litterære karriere sammen med W. H. Auden, Christopher Isherwood, E. E. Cummings, Tennessee Williams, William Carlos Williams, James Baldwin, Dylan Thomas, William S. Burroughs, Allen Ginsberg, Lawrence Ferlinghetti, Paul Bowles, Charles Bukowski, Robert Graves og Anaïs Nin. Med digtsamlingen Carnivorous Saint: Gay Poems 1941-1976 blev Norse en førende digter inden for bøssebevægelsen. Hans samlede digte, In the Hub of the Fiery Force, udkom i 2003.

Denne artikel er en oversættelse af artiklen Harold Norse på den engelske Wikipedia. 